# IC 4328
IC 4328 — компактная вытянутая галактика типа Sab в созвездии Гидра. Поверхностная яркость — 13,3 mag/arcmin². Этот объект входит в число перечисленных в оригинальной редакции «Нового общего каталога».